# Boklotteriets stipendiater 1959
Boklotteriet startade 1948 på initiativ av författaren Carl-Emil Englund. Överskottet för Boklotteriet 1958 blev cirka 255 000 kronor. Antalet lotter för Boklotteriet 1958 var 800 000. På våren 1959 var det dags att utse stipendiater.
Följande författare belönades med stipendier våren 1959:
10 000 kronor
- Lars Ahlin
- Johannes Edfelt
- Karl Vennberg

5 000 kronor
- Ann Margret Dahlquist-Ljungberg
- Bernt Erikson
- Olov Hartman
- Pär Rådström
- Bertil Schütt
- Bo Setterlind

3 000 kronor
- Kjell Espmark
- Tord Hall
- Folke Isaksson
- Inga Lena Larsson
- Olle Mattsson
- Kurt Salomonson

2 000 kronor
- Tord Herne
- Knut Nordström
- Filippa Rolf
- Lasse Söderberg
- Sonja Åkesson

Kritikernas stipendium till författare
- Hanserik Hjertén  3 000 kronor

Författarnas stipendium till kritiker
- Ilmar Laaban  1 500 kronor
- Sven Lindner  1 500 kronor

Bokillistratörsstipendium
- Ulla Sundin-Wickman  2 000 kronor
- Stig Åsberg  2 000 kronor

Översättarstipendium
- Birgitta Hammar 2 000 kronor
- Arne Häggqvist  2 000 kronor

Journaliststipendier
- Göran O. Eriksson  2 000 kronor
- Bo Teddy Ladberg  2 000 kronor

Övriga stipendier
- Östen Sjöstrand  5 000 kronor

- Lasse Söderberg  3 000 kronor

- Walter Dickson  2 000 kronor

- Carl Johan Björklund  1 000 kronor
- Gustaf Collijn  1 000 kronor
- Gunnar Edman  1 000 kronor
- Lars Göransson  1000kronor
- Adolf Nilsson  1 000 kronor

Stipendier till barn- och ungdomsförfattare 
1 000 kronor
- Bo Ancker
- Ann Mari Falk
- Hans-Eric Hellberg
- John-Lennart Linder

2 000 kronor
- Gunnel Linde
- Eva Malmström
- Mio Martinell

Stipendier från Arbetarnas bildningsförbund som erhållit medel från Boklotteriet
- Lennart Fröier  2 500 kronor
- Åke Wassing  2 500 kronor

Stipendium från Aftonbladet som erhållit medel från Boklotteriet
- Willy Kyrklund  10 000 kronor

Stipendier från Landsbygdens stipendienämnd som erhållit medel från Boklotteriet
- Irja Browallius  3333:34 kronor
- Olle Svensson  3333:33 kronor
- Gunnar Ericsson  2 463 kronor
- Ewert Karlsson eller EWK 2 463 kronor

Stipendier från tidningen Vi som erhållit medel från Boklotteriet
- Karl Rune Nordkvist  5 000 kronor
- Vilgot Sjöman   5 000 kronor

Stipendier från Fib:s lyrikklubb som erhållit medel från Boklotteriet
- Östen Sjöstrand   5 000 kronor

Boklotteriets eller Litteraturfrämjandets stora pris
25 000 kronor
- Tage Aurell

Boklotteriets stipendiater för övriga år finns angivna i
- 1949 Boklotteriets stipendiater 1949
- 1950 Boklotteriets stipendiater 1950
- 1951 Boklotteriets stipendiater 1951
- 1952 Boklotteriets stipendiater 1952
- 1953 Boklotteriets stipendiater 1953
- 1954 Boklotteriets stipendiater 1954
- 1955 Boklotteriets stipendiater 1955
- 1956 Boklotteriets stipendiater 1956
- 1957 Boklotteriets stipendiater 1957
- 1958 Boklotteriets stipendiater 1958
- 1959 Boklotteriets stipendiater 1959
- 1960 Boklotteriets stipendiater 1960
- 1961 Boklotteriets stipendiater 1961
- 1962 Boklotteriets stipendiater 1962
- 1963 Boklotteriets stipendiater 1963
- 1964 Boklotteriets stipendiater 1964
- 1965 Litteraturfrämjandets stipendiater 1965
- 1966 Litteraturfrämjandets stipendiater 1966
- 1967 Litteraturfrämjandets stipendiater 1967
- 1968 Litteraturfrämjandets stipendiater 1968
- 1969 Litteraturfrämjandets stipendiater 1969
- 1970 Litteraturfrämjandets stipendiater 1970
- 1971 Litteraturfrämjandets stipendiater 1971
- 1972 Litteraturfrämjandets stipendiater 1972